# Acanthocolax
Acanthocolax – rodzaj widłonogów z rodziny Bomolochidae. Wprowadził go w 1969 roku holenderski zoolog Willem Vervoort (1917–2010) dla nowo opisanego przez siebie gatunku Acanthocolax similis.

## Podział systematyczny
Do rodzaju należą następujące gatunki:
- Acanthocolax exilipes (Wilson C.B., 1911)
- Acanthocolax hystricosus Cressey, 1983
- Acanthocolax peruensis (Luque & Bruno, 1990)
- Acanthocolax similis Vervoort, 1969